# Rajinikanth
Shivaji Rao Gaekwad, conosciuto come Rajinikanth (in tamil இரசினிகாந்து, Iraciṉikāntu; Bangalore, 12 dicembre 1950), è un attore e personaggio televisivo indiano.

## Biografia
Ha cominciato a recitare mentre lavorava nel Bangalore Transport Service come un autista di autobus. Nel 1973 si è iscritto al Madras Film Institute per ottenere un diploma da attore. Seguendo il suo debutto nel film drammatico tamil Apoorva Raagangal di K. Balachander, la sua carriera da attore cominciò con una breve fase in cui interpretava il ruolo di antagonista in alcuni film Tamil. Dopo essersi confermato un attore importante in molti film di successo, egli ha cominciato a diventare una "superstar"nella cultura popolare del Tamil Nadu.
Dopo aver guadagnato 260.000.000 di rupie indiane per il suo ruolo nel film Sivaji di S.Shankar (2007), è diventato l'attore più pagato in Asia dopo Jackie Chan. Rajinikanth è anche apparso nei cinema di numerose altre nazioni, includendo gli Stati Uniti d'America. Fino al 2014, Rajinikanth ha vinto 6 Tamil Nadu State Film Awards, 4 Best Actor Awards, 2 Special Awards for Best Actor e un Filmfare Best Tamil Actor Award.
Oltre a recitare, egli ha lavorato anche come produttore e sceneggiatore. Egli è inoltre un filantropo, spiritualista, ed ha una posizione influente nella politica del Tamil Nadu. Il governo indiano lo ha onorato con il Padma Bhushan nel 2000. Al 45° Film Festival Internazionale Indiano (2014) è stato premiato con il "Premio Centenario per la personalità di film indiani dell'anno".

## Filmografia
- 1975: Katha Sangama
- 1975: Apoorva Ragangal
- 1976: Moondru Moodichu
- 1976: Katha
- 1977: Aadu Puli Atham
- 1977: Aaru Pushpangal
- 1977: Avargal
- 1977: Bhuvana Oru Kelvi Kuri
- 1977: Gayatri
- 1977: Kavikuyil
- 1977: Raghupati Raghava Rajaram
- 1977: Pathinaru Vayathinile
- 1977: Chilakamma Cheppindi
- 1977: Ame Katha
- 1977: Sahodarara Saval
- 1977: Kumkuma Rakshe
- 1977: Galate Samsara
- 1977: Tholireyi Gadichindi
- 1978: Ayiram Janmangal
- 1978: Aval Appadithan
- 1978: Bhairavi
- 1978: En Kelvikku Enna Bathil
- 1978: Iraivan Kodutha Varam
- 1978: Elamai Vunjaladugiradhu
- 1978: Justice Gopinath
- 1978: Mangudi Minor
- 1978: Mullum Malarum
- 1978: Pavathin Sambalam
- 1978: Chandarangam
- 1978: Shankar Saleem Simon
- 1978: Thayi Meethu Satyam
- 1978: Thappidaq Thala/Thappu Thalangal
- 1978: Vanakathukuria Kathaliye
- 1978: Priya
- 1978: Anna Dammula Saval
- 1978: Kiladi Kittu
- 1978: Matu Tappada Maga
- 1979: Kuppathu Raja
- 1979: Ninaithale Inikkum
- 1979: Thayillamal Nannilal
- 1979: Dharma Yuddham
- 1979: Arulirundhu Arupadhu Varai
- 1979: Amma Evarikaina Amma
- 1979: Naan Vazhavippen
- 1979: Annai Oru Alayam
- 1979: Allavudeenum Albutha Velakkum/Allavudeenum Arputha Vilakkum
- 1979: Tiger
- 1979: Andamaina Anubhavam
- 1980: Billa
- 1980: Anbukku Naan Adimai
- 1980: Ram Robert Rahim
- 1980: Naan Potta Saval
- 1980: Kali
- 1980: Johnny
- 1980: Ellam En Kairasi
- 1980: Polladhavan
- 1980: Murattu Kalai
- 1980: Mayadari Krishnudu
- 1980: Mr. Rajnikant
- 1980: Kurinchi Malar |
- 1981: Thee
- 1981: Thillu Mullu
- 1981: Kazhugu
- 1981: Netrikkan
- 1981: Garjanai
- 1981: Ranuva Veeran
- 1982: Agni Satchi
- 1982: Pookkari Raja
- 1982: Puthu Kavithai
- 1982: Ranga
- 1982: Thanikatu Raja
- 1982: Engeyo Ketta Kural
- 1983: Payum Puli
- 1983: Adutha Varisu
- 1983: Sasthi Viratam
- 1983: Sigappu Suryan
- 1983: Thayi Veedu
- 1983: Thanga Magan
- 1983: Thudikkum Karangal
- 1983: Uruvavugal Malaram
- 1983: Moondru Mugam
- 1983: Prema Pariksha
- 1983: Andha Kanoon
- 1983: Jeet Hamari
- 1984: Anbulla Rajanikant
- 1984: Kayi Kodukkum Kayi
- 1984: Naan Mahaan Alla
- 1984: Nallavanukku Nallavan
- 1984: Thambikku Entha Ooru
- 1984: Tiger Rajani
- 1984: Takkaridonga
- 1984: Rowdycaku Saval
- 1984: Nuvva Nena
- 1984: Ithe Naa Saval
- 1984: Meri Adalat
- 1984: Gangvaa
- 1984: John Jani Janardan
- 1984: Aakhri Sangram
- 1984: Zulm Ki Zanjeer
- 1985: Chithirame Chithirame
- 1985: Padikkadhavan
- 1985: Shri Raghavendrar
- 1985: Naan Sigappu Manithan
- 1985: Un Kannil Neer Vazhindal
- 1985: Mahaguru
- 1985: Wafadaar
- 1985: Bewafai
- 1985: Girafdaar
- 1985: Aaj Ka Dada
- 1985: Mera Inteqam
- 1985: Nyayam Meere Cheppali
- 1985: Yaar
- 1986: Naan Adimai Illai
- 1986: Viduthalai
- 1986: Maaveeran
- 1986: Jeevana Poratam
- 1986: Mr. Bharat
- 1986: Bhagwan Dada
- 1986: Asli Naqli
- 1986: Dosti Dushmani |
- 1987: Velaikkaran
- 1987: Insaaf Kaun Karega
- 1987: Uttar Dakshin
- 1987: Oor Kavalan
- 1987: Manithan
- 1987: Sattam Oru Vilayattu
- 1987: Daku Hasina
- 1987: Manadhil Urudhi Vendhum
- 1988: Guru Shishyan
- 1988: Dharmathin Thalaivan
- 1988: Kodiparakkuthu
- 1988: Tamacha
- 1989: Rajadhi Raja
- 1989: Shiva
- 1989: Raja Chinna Roja
- 1989: Mappillai
- 1989: Bhrashtachar
- 1989: Chaalbaaz
- 1989: Gair Kanooni
- 1989: En Purushanthan Enakkum Mattumthan
- 1989: Bloodstone
- 1990: Panakkaran
- 1990: Dharmadurai
- 1990: Adisaya Piravi
- 1991: Dalapathi
- 1991: Mannan
- 1991: Hum
- 1991: Phool Bane Angarey
- 1991: Shanti Kranti
- 1991: Nattukoru Nallavan
- 1991: Farishte
- 1991: Khoon Ka Karz
- 1991: Sivaranjani
- 1992: Annamalai
- 1992: Pandian
- 1992: Tyaagi
- 1993: Yajaman
- 1993: Uzhaippali
- 1993: Valli
- 1993: Insaniyat Ka Devata
- 1994: Veera
- 1994: Badsha
- 1995: Peda Rayudu
- 1995: Aatank Hi Aatank
- 1995: Bhagyadevata
- 1995: Muthu
- 1997: Arunachalam
- 1997: Krantikari
- 1999: Padaiyappa
- 2000: Bulandi
- 2002: Baba
- 2005: Chandramukhi
- 2007: Sivaji
- 2008: Kuselan
- 2010: Enthiran - The Robot
- 2011: Ra.One
- 2014: Legende
- 2014: Lingaa
- 2016: Kabali
- 2018: 2.0